# Risako Uchida-Yoshigami
Risako Uchida–Yoshigam (jap. 内田 莉莎子 Uchida Risako; ur. 28 czerwca 1928, zm. 22 marca 1997) – japońska tłumaczka literatury polskiej.

## Życiorys
Absolwentka slawistyki na Uniwersytecie Waseda. Tłumaczyła głównie książki dla dzieci i młodzieży z języków słowiańskich, m.in.: Jana Parandowskiego, Kornela Makuszyńskiego, Janiny Broniewskiej i Janiny Porazińskiej (łącznie ponad 20 przekładów polskich autorów). 
W 1970 roku uhonorowana odznaką „Zasłużony dla Kultury Polskiej”. Jej mężem był Shōzō Yoshigami, również tłumacz literatury polskiej.

## Wybrane przekłady[1]
- Ferdynand Wspaniały Ludwika Jerzego Kerna (1967)
- Plastusiowy pamiętnik Marii Kownackiej (1968)
- Gałązka z drzewa słońca Jerzego Ficowskiego (1968)